# Europese kampioenschappen boksen 1993
De Europese kampioenschappen boksen 1993 vonden plaats van 6 tot en met 12 september 1993 in Bursa, Turkije. Het door de EABA (European Amateur Boxing Association) georganiseerde toernooi was de 30e editie van de Europese kampioenschappen boksen voor mannen. Er werd door 191 boksers uit 26 landen gestreden in twaalf gewichtscategorieën.

## Medailles
| Gewichtsklasse                | Goud                    | Zilver            | Brons                                 |
| ----------------------------- | ----------------------- | ----------------- | ------------------------------------- |
| Lichtvlieggewicht (– 48 kg)   | Daniel Petrov           | Pál Lakatos       | Mikko Mantere Eduard Gaifulin         |
| Vlieggewicht (– 51 kg)        | Rovshan Huseynov        | Rico Kubat        | Vladislav Neiman Kadir Yıldırım       |
| Bantamgewicht (– 54 kg)       | Raimkul Malakhbekov     | Robert Ciba       | István Kovács Claudiu Cristache       |
| Vedergewicht (– 57 kg)        | Serafim Todorov         | Ramaz Paliani     | Vyacheslav Vlassov Paul Griffin       |
| Lichtgewicht (– 60 kg)        | Jacek Bielski           | Tibor Rafael      | Paata Gvasalia Mekhak Ghazaryan       |
| Halfweltergewicht (– 63,5 kg) | Nurhan Süleymanoğlu     | Oktay Urkal       | Leonard Doroftei Armen Gevorkyan      |
| Weltergewicht (– 67 kg)       | Vitalijus Karpačiauskas | Kenan Öner        | Andreas Otto Michail Savičev          |
| Halfmiddengewicht (– 71 kg)   | Francisc Vaştag         | Orhan Delibaş     | Bert Schenk Gussein Kurbanov          |
| Middengewicht (– 75 kg)       | Dirk Eigenbrodt         | Aleksandr Lebziak | Akın Kuloğlu Oleksandr Davydenko      |
| Halfzwaargewicht (– 81 kg)    | Igor Kshinin            | Sinan Şamil Sam   | Sven Ottke Rostyslav Zaulychnyi       |
| Zwaargewicht (– 91 kg)        | Georgi Kandelaki        | Don Diego Poeder  | Danny Williams Georgios Stefanopoulos |
| Superzwaargewicht (+ 91 kg)   | Svilen Rusinov          | Zurab Sarsania    | Mika Kihlström Kevin McCormack        |

Bron: EABA

## Medaillespiegel
| Plaats | Land         | Goud | Zilver | Brons | Totaal |
| 1      | Bulgarije    | 3    | 0      | 0     | 3      |
| 2      | Rusland      | 2    | 1      | 3     | 6      |
| 3      | Duitsland    | 1    | 2      | 2     | 5      |
| 3      | Turkije      | 1    | 2      | 2     | 5      |
| 5      | Georgië      | 1    | 2      | 1     | 4      |
| 6      | Polen        | 1    | 1      | 0     | 2      |
| 7      | Roemenië     | 1    | 0      | 2     | 3      |
| 8      | Azerbeidzjan | 1    | 0      | 0     | 1      |
| 8      | Litouwen     | 1    | 0      | 0     | 1      |
| 10     | Nederland    | 0    | 2      | 0     | 2      |
| 11     | Hongarije    | 0    | 1      | 2     | 3      |
| 12     | Tsjechië     | 0    | 1      | 0     | 1      |
| 13     | Armenië      | 0    | 0      | 2     | 2      |
| 13     | Finland      | 0    | 0      | 2     | 2      |
| 13     | Oekraïne     | 0    | 0      | 2     | 2      |
| 16     | Wit-Rusland  | 0    | 0      | 1     | 1      |
| 16     | Engeland     | 0    | 0      | 1     | 1      |
| 16     | Griekenland  | 0    | 0      | 1     | 1      |
| 16     | Ierland      | 0    | 0      | 1     | 1      |
| 16     | Israël       | 0    | 0      | 1     | 1      |
| 16     | Wales        | 0    | 0      | 1     | 1      |
| Totaal | Totaal       | 12   | 12     | 24    | 48     |

Bron: EABA